# Populous
A Populous a Bullfrog Productions által kifejlesztett és az Electronic Arts által eredetileg Amigára kiadott videójáték, amit a legtöbben az első istenes játéknak tekintenek. A több mint 4 millió darabos értékesítéssel minden idők egyik legtöbb példányban eladott játéka.
A játékos egy istenség helyébe képzelheti magát, akinek iránymutatásokon, manipulációkon és beavatkozásokon keresztül kell vezetnie a híveit, és az a cél, hogy az ellenfél istenség híveit megszerezze. Az izometrikus perspektívából játszott játékban több mint 500 szint van, melyek mindegyike egy földdarab, melyen vannak a játékosnak és az ellenfelének is követői. A játékosnak le kell győznie az ellenfél követőit, és a isteni erő felhasználásával saját híveinek a lélekszámát kell növelnie, és csak azután juthat újabb szintre. A játék kinézete Peter Molyneux munkája, és Bullfrog fejlesztette ki a játék főbb vonalait.
A játékot pozitívan fogadták a kritikusok, leginkább a grafikája, a designja és a visszajátszási képessége kapott pozitív visszhangot. Több év végi elismerésre is felterjesztették, melyek között ott volt Az Év Játéka. A játékot több számítógépes platformra is átírták, és több kiegészítő csomagot is készítettek hozzá. Ez a Populous sorozat első tagja, melyet a Populous II: Trials of the Olympian Gods és a Populous: The Beginning követett.